# Дюлянська сільська рада
Дюлянська сільська рада — колишній орган місцевого самоврядування у Виноградівському районі Закарпатської області з адміністративним центром у с. Дюла.

## Населені пункти
Сільській раді були підпорядковані населені пункти:
- с. Дюла

## Історія
Закарпатська обласна рада рішенням від 14 вересня 2004 року у Виноградівському районі утворила Дюлянську сільраду з центром у селі Дюла.